# Jéssica Andrade
Jéssica Andrade (ur. 25 września 1991 w Umuaramie) – brazylijska zawodniczka mieszanych sztuk walki wagi koguciej i słomkowej. Od 11 maja do 31 sierpnia 2019 mistrzyni UFC w wadze słomkowej.

## Życiorys
Urodziła się 25 września 1991 roku w Umuarama, w Brazylii. Wraz ze starszym bratem Fernandem przez całe dzieciństwo pracowali na polach plantacji swoich rodziców, aż do komunalizacji gospodarstwa, co doprowadziło do zakazu pracy nieletnich. W wieku 14 lat zaczęła pracować przy stawie fish & pay, a później dostarczała lekarstwa do apteki. Dorastając grała w piłkę nożną i futsal, aspirując do zostania zawodową piłkarką. Zaproponowano jej grę w klubie, w São Paulo, ale jej rodzice zabronili jej przeprowadzki do tego miasta. W szkole rozpoczęła treningi sztuk walki – początkowo trenując judo, a potem ju-jitsu.
Jej koleżanki z klubu wymyśliły jej przezwisko bate estaca, termin używany w Brazylii dla uderzeń ciałem. Po jednym z jej pierwszych amatorskich zawodów BJJ, kiedy Andrade została złapana w ramię, wpadła w panikę i wykonała nielegalny ruch na swojej przeciwniczce, podnosząc ją, a następnie uderzając głową bezpośrednio w matę. Ku zaskoczeniu Andrade została natychmiast zdyskwalifikowana.

## Osiągnięcia

### Mieszane sztuki walki
- Ultimate Fighting Championship
  - 2019: mistrzyni UFC w wadze słomkowej[2][3]
- MMAJunkie.com
  - 2017: Walka miesiąca wrzesień vs. Cláudia Gadelha[7]
  - 2019: Walka miesiąca maj vs. Rose Namajunas[8]
  - 2020: Walka miesiąca lipiec vs. Rose Namajunas[9]
  - 2022: Poddanie miesiąca kwiecień vs. Amanda Lemos[10]

- Bleacher Report
  - 2022: Poddanie roku vs. Amanda Lemos[11]

## Lista zawodowych walk w MMA
| Wynik     | Bilans | Przeciwnik (bilans przed walką)  | Rozstrzygnięcie                               | Runda | Czas | Rozgrywki                                     | Data       | Miejsce          | Uwagi                                                                                              |
| --------- | ------ | -------------------------------- | --------------------------------------------- | ----- | ---- | --------------------------------------------- | ---------- | ---------------- | -------------------------------------------------------------------------------------------------- |
| Przegrana | 26-15  | Lupita Godinez (14-5)            | Decyzja (jednogłośna)                         | 3     | 5:00 | UFC 319: Du Plessis vs. Chimaev               | 16.08.2025 | Chicago          | |
| Przegrana | 26-14  | Jasmine Jasudavicius (13-3)      | Poddanie (duszenie zza pleców)                | 1     | 2:40 | UFC 315                                       | 10.05.2025 | Montreal         | |
| Przegrana | 26-13  | Natália Silva (17-5-1)           | Decyzja (jednogłośna)                         | 3     | 5:00 | UFC Fight Night: Burns vs. Brady              | 07.09.2024 | Las Vegas        | Powrót do wagi muszej. Bonus za walkę wieczoru.                                                    |
| Wygrana   | 26-12  | Marina Rodriguez (17-3-2)        | Decyzja (niejednogłośna)                      | 3     | 5:00 | UFC 300                                       | 13.04.2024 | Las Vegas        | |
| Wygrana   | 25-12  | Mackenzie Dern (13-3)            | TKO (ciosy pięściami)                         | 2     | 3:15 | UFC 295                                       | 11.11.2023 | Nowy Jork        | Bonus za występ wieczoru.                                                                          |
| Przegrana | 24-12  | Tatiana Suarez (9-0)             | Poddanie (duszenie gilotynowe)                | 2     | 1:31 | UFC Fight Night: Sandhagen vs. Font           | 05.08.2023 | Nashville        | Co-Main Event                                                                                      |
| Przegrana | 24-11  | Xiaonan Yan (16-3)               | TKO (cios pięścią)                            | 1     | 2:20 | UFC 288                                       | 06.05.2023 | Newark           | |
| Przegrana | 24-10  | Erin Blanchfield (10-1)          | Poddanie (duszenie zza pleców)                | 2     | 1:37 | UFC Fight Night: Andrade vs. Blanchfield      | 18.02.2023 | Las Vegas        | Main Event                                                                                         |
| Wygrana   | 24-9   | Lauren Murphy (16-5)             | Decyzja (jednogłośna)                         | 3     | 5:00 | UFC 283                                       | 21.01.2023 | Rio de Janeiro   | Walka w wadze muszej.                                                                              |
| Wygrana   | 23-9   | Amanda Lemos (11-1-1)            | Poddanie (duszenie trójkątne rękami w stójce) | 1     | 3:13 | UFC Fight Night: Lemos vs. Andrade            | 23.04.2022 | Las Vegas        | Powrót do wagi słomkowej. Bonus za występ wieczoru.                                                |
| Wygrana   | 22-9   | Cynthia Calvillo (9-2-1)         | TKO (ciosy pięściami)                         | 1     | 4:54 | UFC 266                                       | 25.09.2021 | Las Vegas        | |
| Przegrana | 21-9   | Walentina Szewczenko (20-3)      | TKO (łokcie w parterze)                       | 2     | 3:19 | UFC 261                                       | 24.04.2021 | Jacksonville     | Walka o pas mistrzowski UFC kobiet w wadze muszej.                                                 |
| Wygrana   | 21-8   | Katlyn Chookagian (14-3)         | KO (uderzenie w brzuch)                       | 1     | 4:55 | UFC Fight Night: Ortega vs. The Korean Zombie | 17.10.2020 | Abu Zabi         | Debiut w wadze muszej. Bonus za występ wieczoru. Co-Main Event                                     |
| Przegrana | 20-8   | Rose Namajunas (8-4)             | Decyzja (niejednołgośna)                      | 3     | 5:00 | UFC 251                                       | 11.07.2020 | Abu Zabi         | Bonus za walkę wieczoru.                                                                           |
| Przegrana | 20-7   | Zhang Weili (19-1)               | TKO (ciosy pięściami i łokcie)                | 1     | 0:42 | UFC Fight Night: Andrade vs. Zhang            | 31.08.2019 | Shenzhen         | Straciła pas mistrzowski UFC kobiet w wadze słomkowej. Main Event                                  |
| Wygrana   | 20-6   | Rose Namajunas (8-3)             | KO (slam)                                     | 2     | 2:58 | UFC 237                                       | 11.05.2019 | Rio de Janeiro   | Zdobyła pas mistrzowski UFC kobiet w wadze słomkowej. Bonus za występ i walkę wieczoru. Main Event |
| Wygrana   | 19-6   | Karolina Kowalkiewicz (12-2)     | KO (cios pięścią)                             | 1     | 1:58 | UFC 228                                       | 08.09.2018 | Dallas           | Bonus za występ wieczoru.                                                                          |
| Wygrana   | 18-6   | Tecia Torres (10-1)              | Decyzja (jednołgośna)                         | 3     | 5:00 | UFC on Fox: Emmet vs. Stephens                | 24.02.2018 | Orlando          | Co-Main Event                                                                                      |
| Wygrana   | 17-6   | Claudia Gadelha (15-2)           | Decyzja (jednołgośna)                         | 3     | 5:00 | UFC Fight Night: Saint Preux vs. Okami        | 22.09.2017 | Saitama          | Bonus za walkę wieczoru. Co-Main Event                                                             |
| Przegrana | 16-6   | Joanna Jędrzejczyk (13-0)        | Decyzja (jednołgośna)                         | 5     | 5:00 | UFC 211                                       | 13.05.2017 | Dallas           | Walka o pas mistrzowski UFC kobiet w wadze słomkowej. Co-Main Event                                |
| Wygrana   | 16-5   | Angela Hill (6-2)                | Decyzja (jednołgośna)                         | 3     | 5:00 | UFC Fight NIght: Bermudez vs. Korean Zombie   | 04.02.2017 | Houston          | Bonus za walkę wieczoru.                                                                           |
| Wygrana   | 15-5   | Joanne Calderwood (11-1)         | Poddanie (duszenie gilotynowe)                | 1     | 4:38 | UFC 203                                       | 10.09.2016 | Cleveland        | Bonus za występ wieczoru.                                                                          |
| Wygrana   | 14-5   | Jessica Penne (12-3)             | TKO (ciosy pięściami)                         | 2     | 2:56 | UFC 199                                       | 04.06.2016 | Inglewood        | Debiut w wadze słomkowej.                                                                          |
| Przegrana | 13-5   | Raquel Pennington (5-5)          | Poddanie (duszenie zza pleców)                | 2     | 4:58 | UFC 191                                       | 05.09.2015 | Las Vegas        | |
| Wygrana   | 13-4   | Sarah Moras (4-1)                | Decyzja (jednołgośna)                         | 3     | 5:00 | UFC Fight Night: Mir vs. Duffee               | 15.07.2015 | San Diego        | |
| Przegrana | 12-4   | Marion Reneau (5-1)              | Poddanie (duszenie trójkątne ramionami)       | 1     | 1:54 | UFC FIght Night: Bigfoot vs. Mir              | 22.02.2015 | Porto Alegre     | |
| Wygrana   | 12-3   | Larissa Pacheco (10-0)           | Poddanie (duszenie gilotynowe)                | 1     | 4:33 | UFC Fight Night: Bigfoot vs. Arlovski 2       | 13.09.2014 | Brasilia         | |
| Wygrana   | 11-3   | Raquel Pennington (4-3)          | Decyzja (niejednogłośna)                      | 3     | 5:00 | UFC 171                                       | 15.02.2014 | Dallas           | |
| Wygrana   | 10-3   | Rosi Sexton (13-3)               | Decyzja (jednogłośna)                         | 3     | 5:00 | UFC Fight Night: Machida vs. Muñoz            | 26.10.2013 | Manchester       | |
| Przegrana | 9-3    | Liz Carmouche (8-3)              | TKO (ciosy pięściami i łokcie)                | 2     | 3:57 | UFC on Fox: Johnson vs. Moraga                | 27.07.2013 | Waszyngton       | Debiut w UFC.                                                                                      |
| Wygrana   | 9-2    | Milana Dudieva (8-1)             | Poddanie (duszenie gilotynowe)                | 2     | 4:34 | ProFC 47: Russia vs. Europe                   | 14.04.2013 | Rostów nad Domem | Limit umowny do 62,1 kg.                                                                           |
| Wygrana   | 8-2    | Luciana dos Passos Pereira (3-2) | Poddanie (duszenie zza pleców)                | 2     | 3:35 | Web Fight Combat                              | 27.01.2013 | Rio de Janeiro   | |
| Przegrana | 7-2    | Jennifer Maia (5-2-1)            | Decyzja (jednogłośna)                         | 3     | 5:00 | Sumarai FC 9                                  | 15.12.2012 | Kurytyba         | |
| Wygrana   | 7-1    | Vanessa Silva (0-0)              | TKO (ciosy pięściami)                         | 1     | 1:15 | Heavy Fighting Championship 2                 | 13.10.2012 | Cascavel         | |
| Wygrana   | 6-1    | Alessandra Silva (2-9)           | Poddanie (duszenie gilotynowe)                | 1     | 3:29 | Strike Combat                                 | 15.09.2012 | Foz do Iguacu    | |
| Wygrana   | 5-1    | Duda Yankovich (0-0)             | Poddanie (duszenie gilotynowe)                | 1     | 3:02 | Bitetti Combat 12: Oswaldo Paqueta            | 08.09.2012 | Rio de Janeiro   | |
| Wygrana   | 4-1    | Juliana Silva (0-0)              | Poddanie (duszenie gilotynowe)                | 1     | 1:14 | Ring of Fire 4: In the Faive                  | 28.08.2012 | São Paulo        | |
| Wygrana   | 3-1    | Lilian Correira (0-0)            | KO (cios)                                     | 2     | ?    | Heavy Fighting Championship                   | 20.05.2012 | Cascavel         | |
| Przegrana | 2-1    | Kinberly Tanaka Novaes (1-1)     | TKO (ciosy pięściami i kolana)                | 2     | 4:42 | Nitrix Champions Fight 11                     | 05.05.2012 | Joinville        | |
| Wygrana   | 2-0    | Bruna Fernandes (0-0)            | TKO (ciosy pięściami)                         | 1     | 2:06 | Wako Grand Prix 3                             | 19.11.2011 | São Paulo        | Main Event                                                                                         |
| Wygrana   | 1-0    | Weidy Borges (0-0)               | TKO (ciosy pięściami)                         | 2     | 3:40 | Sagaz Combat 1                                | 06.09.2011 | Umuarama         | Debiut w zawodowym MMA. Main Event                                                                 |